# Sesquiplan
Pour un article plus général, voir Configuration d'aile.

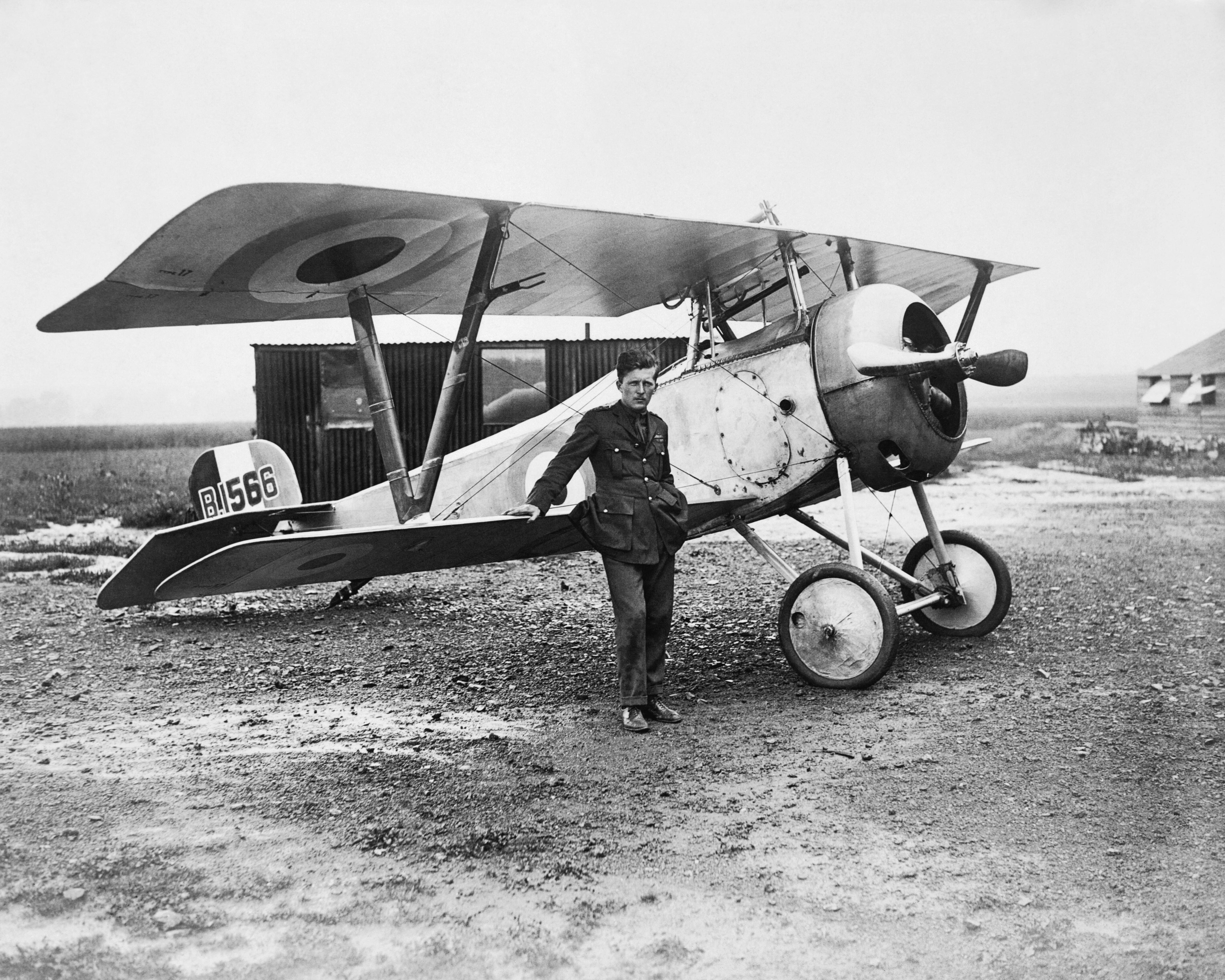
Le chasseur Nieuport 17, sesquiplan de la Première Guerre mondiale.

Un sesquiplan (du latin de sesqui signifiant littéralement un et demi) est un biplan dont l'aile inférieure est d'une surface équivalente à la moitié ou moins de la moitié de celle de l'aile supérieure. L'intérêt de cette configuration est en partie de réduire les effets de la traînée d'interférence et de conserver des qualités aérodynamiques proches de celles d'un biplan ordinaire, mais avec un poids moindre et une visibilité accrue vers le bas. Les avions Nieuport en sont des exemples parfaits.
Sur certains hydravions à coque (comme le Dornier do24) le plan inférieur avait surtout pour fonction de stabiliser la coque posée sur l'eau en se passant des flotteurs d'extrémité d'ailes (pénalisants en termes de traînée aérodynamique avec leur entrelacs de mâts et de haubans) tout en fournissant un débarcadère commode pour accoster une embarcation de servitude.
Le sesquiplan inversé est quant à lui un biplan dont l'aile supérieure est d'une surface moitié moindre que celle de l'aile inférieure ; mis à part sur quelques rares aéronefs, cette configuration n'a quasiment jamais été utilisée.